# براندان بيرك
براندان بيرك (بالإنجليزية: Brendan Burke)‏ (12 نوفمبر 1982 بهوبديل في الولايات المتحدة - ) هو لاعب كرة قدم أمريكي في مركز الدفاع. لعب مع نادي سليغو روفرز وCape Cod Crusaders ‏ وريدينغ يونايتد إيسي وWorcester Kings ‏.

## وصلات خارجية
- براندان بيرك على موقع قاعدة بيانات كرة القدم.إي يو (الإنجليزية)